# ميخائيل ديفيس (لاعب سيرك)
ميخائيل ديفيس (بالإنجليزية: Michael Davis)‏ هو لاعب سيرك ‏ أمريكي، ولد في 23 أغسطس 1953.

## وصلات خارجية
- بروس ديفيس على موقع IMDb (الإنجليزية)
- بروس ديفيس على موقع قاعدة بيانات برودواي على الإنترنت (الإنجليزية)
- بروس ديفيس على موقع قاعدة بيانات برودواي على الإنترنت (الإنجليزية)
- بروس ديفيس على موقع قاعدة بيانات الفيلم (الإنجليزية)